# Don Jaume el Conquistador

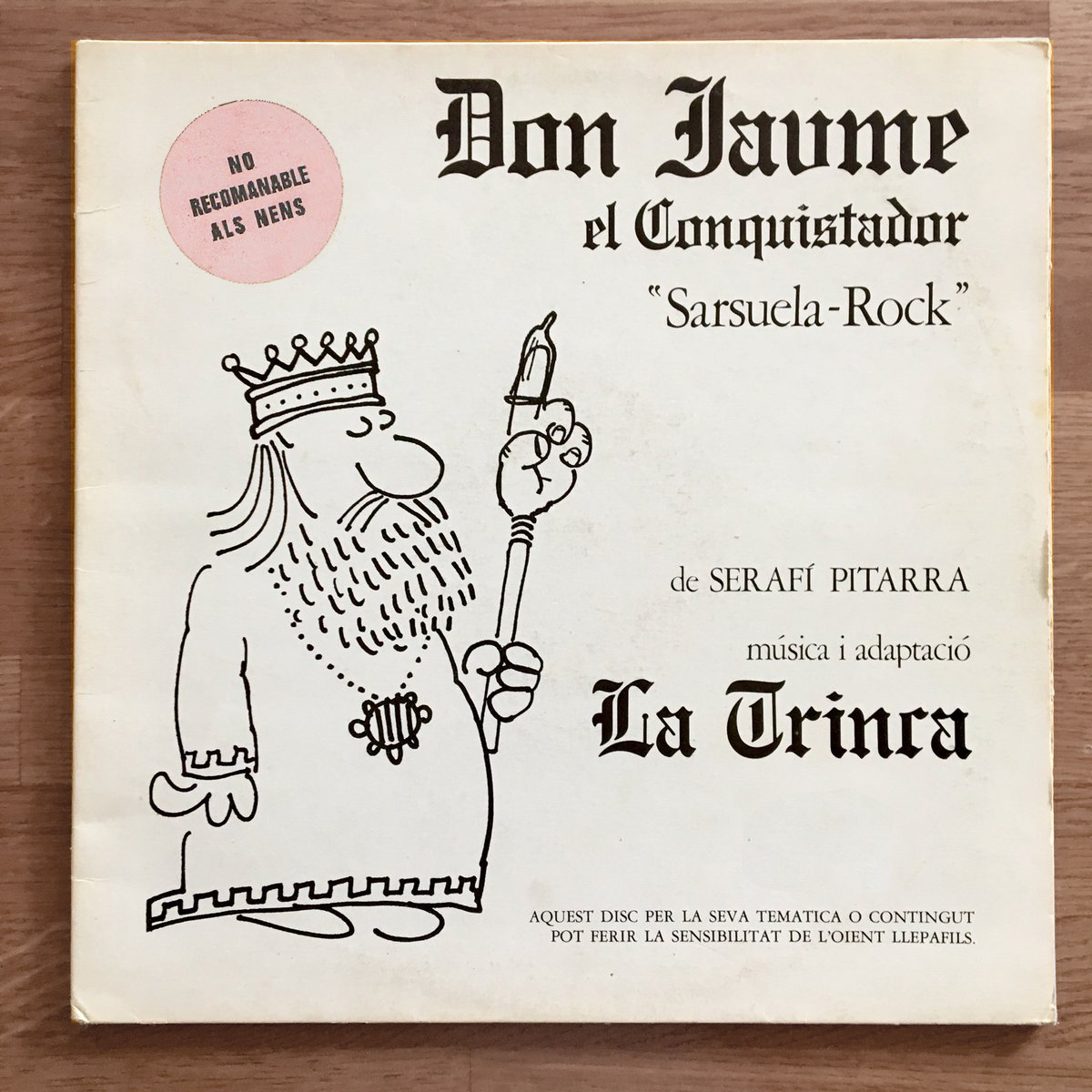
Disc de La Trinca amb dibuix de el Perich

Don Jaume el Conquistador és el títol d'un disc LP de La Trinca enregistrat a finals de 1978, aprofitant el final de la censura franquista, musicant el text d'una popular obra satírica de Frederic Soler (Pitarra), Don Jaume el Conqueridor. L'àlbum s'edità amb un dibuix de coberta fet per Jaume Perich.
Amb el subtítol de "Sarsuela-rock", el disc respecta la major part del text original, si bé algunes parts foren adaptades per reduir personatges o unificar les escenes en les 9 pistes del disc. Els arranjaments musicals son de Francesc Burrull (que fa també el paper de Fontanelles en l'enregistrament) i la veu femenina és de Montserrat García Sagués. Els tres personatges principals els interpreten els tres components de La Trinca: Don Jaume és Miquel Àngel Pascual, Don Pere és Toni Cruz i Muntaner és interpretat per Josep Maria Mainat.
L'obra, editada per Ariola Eurodisc, fou enregistrada als Estudis Gema durant els mesos de setembre-octubre de 1978, amb Joan Vidal com a tècnic de so (Vidal fa de 'patge' en el disc, és la veu que anuncia la entrada dels personatges). Es va editar en disc i cassette, i el disc portava un llibret amb la lletra, amb textos de presentació de Jaume Sobrequés i de Xavier Fàbregas, a més de nous dibuixos de Perich.
El crític musical de La Vanguardia va considerar que en aquell enregistrament "el lexico sigue siendo malsonante, el verso es ripioso y ruín, y todo el texto, aunque modernizado, es un mal gusto realmente insostenible en una grabación discográfica." També, que "provocar la risa por medio de la grosería más burda, apelando al vocabulario más soez que pueda alcanzar el lenguaje vulgar es un recurso muy viejo que está al alcance de cualquiera." Poc abans, el mateix any, el còmic Santi Sans ja havia enregistrat un disc recitant el text de Pitarra en companyia de la vedette Christa Leem. El mateix any, encara, la companyia Cardisc va publicar la versió discogràfica de l'obra teatral interpretada per Joan Borràs i l'any 1994 Borràs protagonitzà també la versió cinematogràfica dirigida per Antoni Verdaguer, i acompanyat d'Amparo Moreno, Carles Canut i Mercé Bruquetas.

## Argument
L'escena passa al saló del tron del Palau Reial de Barcelona, on el seu secretari (Muntaner) comenta amb un noble (Fontanelles) la mala salut del rei, afectat d'una infecció venèria que va agafar després d'encular el Rei de Mallorca per tal d'humiliar-lo.
A continuació entra el Rei, malalt, i confessa al seu secretari que per culpa d'haver-hi tingut relacions sexuals a la tornada de la conquesta de Mallorca, ha transmet la malaltia a la reina i a la infanta de Sicília, la jove i atractiva Constança, de visita a Barcelona a la qual ha seduït. Després d'una escena d'amor entre el Rei i Donya Constança, l'infant Don Pere, fill del Rei, li demana per casar-s'hi, però el Rei li posa per condició que abans ha de provar la seva valor en el camp de batalla, puix que ''tenim dintre dels collons tot el valor d'eixa terra i no en queda per la guerra si es gasta tot en passions''. Immediatament el Consell de Cent notifica al Rei que la corona té problemes amb els moros de Tunis i el Rei hi envia el seu exercit comandat per Fontanelles, amb instruccions clares d'encular el rei de Tunis, i després, "tires la seva dona, cagues a la corona i tornes a venir aquí".
Quan l'exercit ha marxat un emissari avisa el Rei que els moros de Murcia s'han revoltat i el Rei exaltat, intenta sortir a la batalla però acaba defallit i es desmaia per la malaltia. Amb el rei allitat és l'Infant Don Pere qui marxa cap a Múrcia.
Quan el Rei es refà, la infanta donya Constança li comunica que a causa dels seus encontres sexuals, l'ha deixat embarassada i espera un fill seu. En el moment en què la cosa està més embolicada, l'Infant Don Pere torna victoriós i el Rei el casa immediatament amb Donya Constança, avisant-lo que ''si algun vailet petit abans d'hora et fot pels nassos, pensa que molts embarassos abans de temps han parit''. I tothom content, s'acaba l'obra.

## Cançons
1. Escena I (Muntaner i Fontanelles)
2. Escena II (Don Jaume i Muntaner)
3. Escena III (Don Jaume i Donya Constança)
4. Escena IV (Don Jaume i Don Pere)
5. Escena V (Don Jaume, Don Pere, Muntaner i el Consell de Cent)
6. Escena VI (Muntaner, Don Pere i cavallers)
7. Escena VII (Don Jaume i Muntaner)
8. Escena VIII (Don Jaume i Donya Constança)
9. Escena IX (Don Jaume, Don Pere, Muntaner, Donya Constança, nobles i guerrers)

## Don Jaume a escena
Don Jaume el Conquistador, "sàtira implacable dels drames històrics, amb un llenguatge vulgar i atrevit, assolí un gran èxit." Fou representada en "cercles estrictament privats", pel seu contingut satíric i el seu llenguatge groller. Sembla que es va representar el 1862 en el cinquè pis que el grupet tenia llogat al carrer d'Escudellers per dur a terme els seus aplecs bohemis. Soler va interpretar el mateix Don Jaume, Conrad Roure va fer de Fontanelles i Gonçal Serraclara va fer de Muntaner.
L'obra fou impresa reiteradament de forma clandestina durant dècades, llegida i recitada amb avidesa, i representada únicament en cercles íntims i privats o entre amics, fins a 1978. Aquell any, amb les garanties democràtiques restablertes, es va posar en escena per una companyia professional; dirigida per Adrià i Joan M. Gual, l'adapació fou a càrrec de Francesc Andreu i de l'actor Joan Borràs (que també interpretà el personatge de Don Jaume), i incorporà referències d'actualitat política al text original de Pitarra. La resta d'actors foren Montserrat García Sagués, Damià Barbany, Enric Serra, Pere Pinyol, Enric Cervera i Lluís Vidal; els decorats a càrrec de Jaume Perich i amb acompanyament de piano en directe. Aquesta obra es va estrenar amb gran èxit el juliol de 1978 al Teatre Barcelona, i va tornar a escena el desembre del mateix any al Club Helena de Gràcia. Se'n va enregistrar una versió discogràfica que es posà a la venda el mateix any. El fet que el cartell d'aquesta obra sigui el mateix dibuix de Perich que il·lustra la portada del disc de la Trinca ha portat a vegades a confondre-les.
Com explica en un article el dibuixant i expert en premsa satírica Kap, la versió de La Trinca mai no es va poder veure sobre els escenaris, únicament es va enregistrar per ser gravada en disc. I la versió que es va representar no era musical, sinó que tan sols incorporava un parell de melodies –compostes per La Trinca– que acompanyaven escenes còmiques. La participació de La Trinca en la preparació d'aquesta obra els va animar a fer i enregistrar el disc amb la seva pròpia versió que va aparèixer el nadal del mateix any. En una publicació que es va editar amb motiu de la posada en escena de Don Jaume al Teatre Barcelona, els integrants de La Trinca expliquen: "Ja fa una colla d'anys que teníem al cap musicar el Don Jaume de Pitarra i fins i tot teníem una mena de projecte estrambòtic de representar aquesta obra en forma de 'Sarsuela-Rock' en un teatre a Pepinyà aprofitant la peregrinació del poble català per veure el famós 'Tango'. Ens va fer una mica de basarda tirar-ho endavant (penseu que 'Ell' encara era viu), però vam començar a musicar algun fragment de l'obra. Uns companys de teatre hon sapigut i ens han demanat si podien utilitzar alguna d'aquelles músiques per al seu muntatge. No hi hem tingut cap inconvenient, al contrari".

## El text de Pitarra
Pitarra, a mitjan segle xix encapçalava un grup de joves que es reunien a la rerebotiga de la seva rellotgeria per discutir, recitar, cantar, organitzar balls privats i posar en escena obres pujades de to, que anomenaven 'gatades'. L'obra és una paròdia del drama històric Don Jaime el Conquistador (1860), d'Antoni Altadill i desmitifica sense embuts un dels símbols creats pel romanticisme i la Renaixença catalana, que cercaven un fundador nacional emmirallant-se en l'època medieval.
La peça és de bona factura, de diàlegs àgils i imatges espaterrants, concebuda com a divertimento per als amics de l'autor, i sembla més una obra destinada a la lectura que a l'escenificació. La seva continuació Don Pere o l'engendrament de Don Jaume, no està tan ben aconseguida i sembla que fou escrita per Pitarra juntament amb Conrad Roure.

## La música de La Trinca
La Trinca empra una orquestració viva i moderna, emprant per a cada número el to musical necessari. La primera escena entre Muntaner i Fontanelles consta de dues peces, una típica introducció del teatre musical, amb tot el cor glorificant Don Jaume, i una jota aragonesa per cantar la conquesta de Mallorca. Després una melodia d'aires populars anima les narracions de les aventures eròtiques de Don Jaume, per seguir una cançó d'amor amb Donya Constança i un rock amb Don Pere, seguit d'una melodia de country, abans d'escoltar les polifonies de veus del Consell de Cent. En el desenvolupament de l'obra hi trobem altres melodies populars, del fox al tango (que arranca ''i com fotràn les dones si d'homes no en deixeu ombra?'') per acabar amb un final a tot drap amb orquestra i cors.